# Йеменский кризис (с 2011 года)
Йеменский кризис начался с революции 2011—2012 годов, направленной против режима президента Али Абдаллы Салеха, правившего Йеменом более трёх десятилетий (33 года). После того, как Салех покинул свой пост в начале 2012 года в рамках посреднического соглашения между правительством Йемена и оппозиционными группами, правительство во главе с бывшим вице-президентом Абд-Раббу Мансуром Хади изо всех сил пыталось объединить беспокойный политический ландшафт страны и отразить внешние, так и внутренние угрозы, в частности со стороны «Аль-Каиды» на Аравийском полуострове и боевиков-хуситов, которые в течение многих лет вели затяжное восстание на севере страны.
В сентябре 2014 года мятеж хуситов перерос в полномасштабную гражданскую войну, когда они захватили Сану, а затем вынудили Хади вести переговоры о создании «объединённого правительства» с другими политическими фракциями. Повстанцы продолжали оказывать давление на ослабленное правительство до тех пор, пока президентский дворец и частная резиденция Хади не подверглись нападению со стороны группы боевиков, а Хади не подал в отставку вместе со своими министрами в январе 2015 года.
В следующем месяце хуситы объявили, что контролируют власть, распустив парламент и создав временный Революционный комитет во главе с Мухаммедом Али аль-Хуси, двоюродным братом лидера хуситов Абдул-Малика аль-Хуси. Хади бежал в Аден, где заявил, что остаётся законным президентом Йемена, объявил город временной столицей страны и призвал лояльных чиновников и военных сплотиться вокруг него.
27 марта 2015 года BBC сообщила, что Хади «бежал от повстанческих сил в городе Аден», а затем «прибыл в столицу Саудовской Аравии Эр-Рияд», поскольку «саудовские власти начали воздушные удары по Йемену». С 2017 года против правительства также воюет сепаратистский Южный Переходный Совет.

## Предыстория
Волна протестов, известная как «арабская весна», начавшаяся после революции в Тунисе не заставила себя долго ждать и в Йемене. Эта республика являлась бедной страной с коррумпированным правительством и большим количеством оружия в частных руках. К 2011 году страна уже сталкивалась с угрозами со стороны связанных с «Аль-Каидой» боевиков, сепаратистов на юге и шиитских повстанцев-зейдитов на севере. Йемен был объединён только в 1990 году, и между севером и югом сохранялись глубокие разногласия.

### Экологический кризис
Политическая нестабильность в Йемене усугубляется и частично вызвана серьёзным экологическим кризисом в стране. Средний йеменец имеет доступ только к 140 кубометрам воды в год, в то время как в среднем на Ближнем Востоке этот показатель составляет 1000 кубометров, а установленный на международном уровне порог водного стресса составляет 1700 кубометров. Подземные воды являются основным источником воды в стране, но уровень грунтовых вод резко упал, оставив страну без жизнеспособного источника воды. Например, в Сане уровень грунтовых вод был на 30 метров ниже поверхности в 1970-х годах, но упал до 1200 метров ниже поверхности к 2012 году. Уровень грунтовых вод не регулировался правительствами страны .
Ещё до революции ситуация с водными ресурсами в Йемене описывалась экспертами как все более ужасающая, некоторые из них утверждали, что Йемен станет «первой страной, в которой закончится вода». Сельское хозяйство в Йемене использует около 90 % воды, хотя оно генерирует только 6 % ВВП, при этом большая часть йеменцев зависит от мелкомасштабного натурального сельского хозяйства. Половина сельскохозяйственной воды в Йемене используется для выращивания ката — наркотика, который жуёт большинство йеменцев. Это означает, что в такой стране с дефицитом воды, как Йемен, где половина населения страдает от отсутствия продовольственной безопасности, 45 % воды, забираемой из постоянно истощающихся водоносных горизонтов, используется для выращивания сельскохозяйственных культур, которые никого не кормят.
Отсутствие водной безопасности оказывает прямое влияние на политическую стабильность. За границей чаще всего слышат о войне по между фракциями, поддерживаемыми другими странами, но, по данным йеменской газеты Al-Thawra, от 70 % до 80 % конфликтов в сельских регионах страны связаны с водой. По оценкам Министерства внутренних дел страны, споры, связанные с водой и землёй, уносят жизни 4 000 человек в год — больше, чем терроризм. В мухафазе Эль-Джауф спор по поводу размещения колодца привёл к кровной мести, которая продолжается более 30 лет.
В 2007 году министр водных и природных ресурсов Йемена высказал предположение, что столицу Сану, возможно, придётся эвакуировать, если в ней закончится вода. Хотя правительство не смогло переместить столицу мирным путём, война и политический кризис превратили Сану и большую часть Йемена в поле битвы, из которого люди были вынуждены бежать.
По мере того, как продолжалась война, Йемен подвергся нескольким экологическим катастрофам. В конце 2015 года на страну обрушились два крупных циклона. Первый из них, циклон Чапала, обрушился на остров Сокотра, и порт Мукалла на юге страны, где вызвал катастрофические внезапные наводнения . Этот шторм в сочетании с последующим циклоном Мэг оставил в почве достаточно влаги для размножения саранчи. Эта саранча может пролететь 160 километров за день и уничтожить любой встреченный урожай.

## История

### Революция (2011-12)
Политический кризис в Йемене начался в 2011 году на фоне арабской весны и непрекращающегося мятежа хуситов.

#### Протесты против Салеха

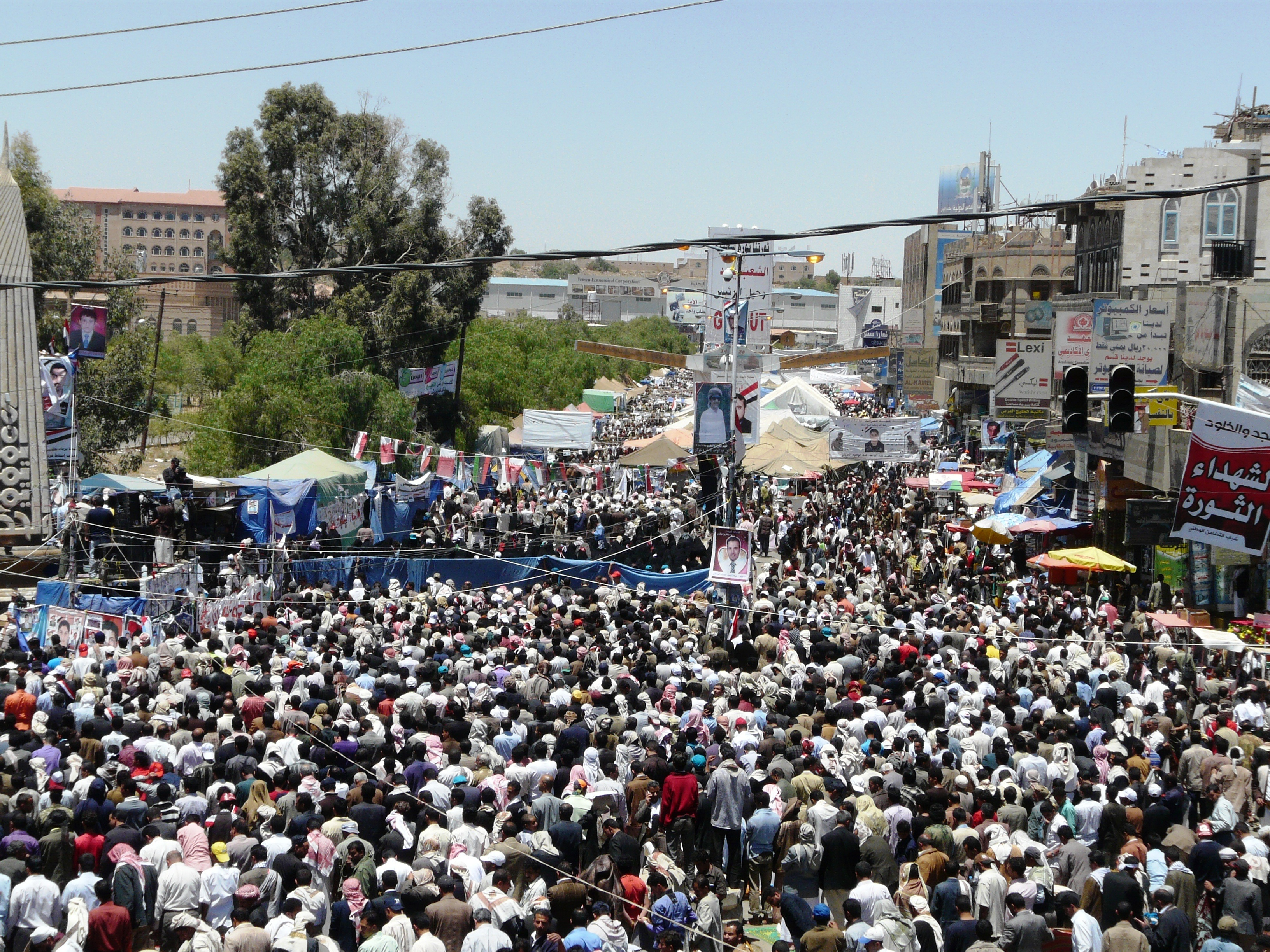
Протестующие в Сане, 4 апреля 2011 года

В начале 2011 года вспыхнули народные протесты, возглавляемые как светскими, так и исламистскими оппозиционными группами.. В протестах также участвовали давние повстанческие группы, такие как хуситы и Южное движение. Салех ответил жёсткими репрессиями, и протесты чуть не переросли в полномасштабную гражданскую войну, когда несколько армейских частей перешли на сторону протестующих.
Салеха чуть не убили, когда 3 июня в мечети, где он и другие высокопоставленные чиновники молились, взорвалась бомба, очевидно, при попытке убийства. Хотя его состояние поначалу казалось тяжёлым, Салех выздоровел и вернулся к работе 23 сентября после нескольких месяцев лечения в Саудовской Аравии. Он оставил вице-президента Хади ответственным на время своего отсутствия. В качестве исполняющего обязанности президента Хади встретился с оппозицией и, как сообщается, выразил готовность к политическим реформам. Однако он отверг идею отстранения Салеха от власти без его согласия.

#### Договорённости
ССАГПЗ оказал немалое давление на Салеха, чтобы добиться прекращения восстания и уйти в отставку. Спустя несколько недель после возвращения из Саудовской Аравии Салех наконец согласился 23 ноября уйти в отставку в обмен на неприкосновенность. В рамках сделки оппозиция согласилась позволить Хади беспрепятственно баллотироваться на пост президента в 2012 году.

#### Осада Даммаджа
В то же время восставшие хуситы на севере Йемена осадили салафитский город Даммадж в мухафазе Саада. Сильнейшие бои были в ноябре и декабре. Йеменские военные не смогли навести порядок из-за кризиса в других частях страны.

### Переходный период
Йеменская революция завершилась победой оппозиции в 2012 году, когда Салех покинул свой пост. Однако беспорядки продолжались как в северном, так и в южном Йемене.

#### Избрание Хади

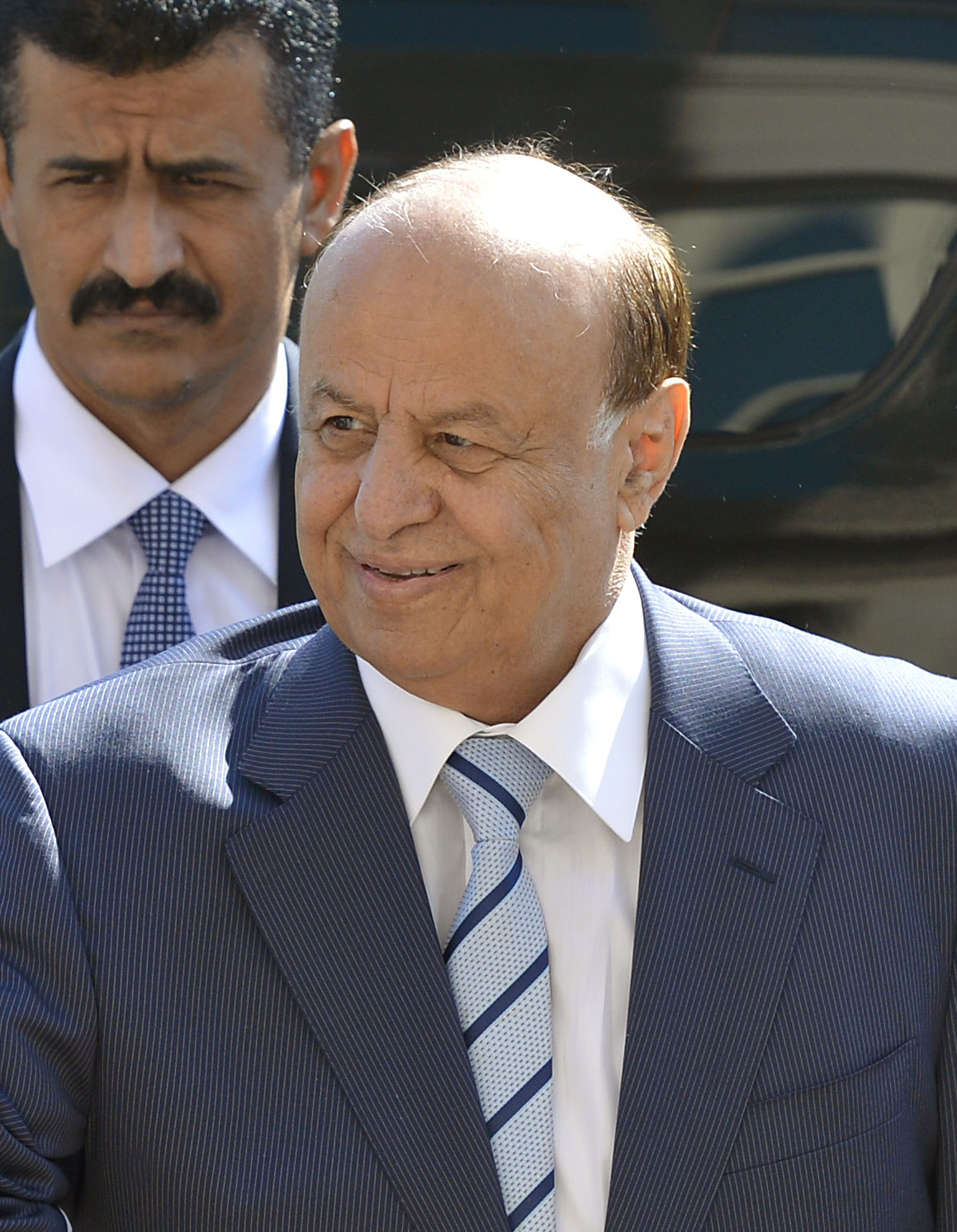
Абд-Раббу Мансур Хади, второй Президент Йемена

Выборы Хади 24 февраля 2012 года мирно привели к новому правительству в Йемене, и лишь небольшой процент избирателей испортил свои бюллетени в конкурсе на одного кандидата. Хади, южанин, что частично снизило уровень сепаратизма, хотя Южное движение бойкотировало президентские выборы, как и хуситы. Хади не предоставил хуситам места в своём правительстве.

#### Новые столкновения
Конфликт в Даммадже возобновился в апреле, когда вспыхнули столкновения между хуситами и студентами-салафитами. Обе стороны обвинили друг друга в нарушении соглашения о перемирии.

#### Вторжение Хади
Переговоры о перемирии проводились с участием многих сепаратистских группировок, а также хуситов.
Через девять лет после смерти Хусейна Бадреддина аль-Хуси правительство Йемена передало его останки родственникам, и он был похоронен на севере Йемена в июне 2013 года в присутствии представителя администрации Хади.
Хади посетил Соединённые Штаты, ключевой зарубежный союзник, в июле 2013 года. США также сняли запрет на перевод заключённых из своей тюрьмы Гуантанамо на Кубе в Йемен.
Тем временем Саудовская Аравия депортировала от 300 до 400 тыс. йеменских рабочих-мигрантов на родину в течение 2013 года, что вызвало приток бедных и безземельных йеменцев в северный Йемен.

#### Возобновление столкновений
Конфликт между хуситами и салафитами в мухафазе Саада возобновился в октябре и ноябре. Представители правительства Саады обвинили боевиков-хуситов в нападении на салафитскую мечеть в Даммадже в попытке изгнать суннитов, а хуситы обвинили салафитов в использовании религиозного института в качестве плацдарма для иностранных боевиков-суннитов. Правительство попыталось вмешаться, чтобы остановить боевые действия.
Межрелигиозные бои в мухафазе Эль-Джауф продолжались в течение всего года. Ближе к концу года в провинции Дамар произошли столкновения между хуситами и салафитами.

### Восстание хуситов (2014-15)
В результате драматического поворота событий мятежные хуситы в 2014 году взяли под свой контроль северный Йемен, включая саму столицу Сану.

#### Эскалация конфликта между суннитами и шиитами
К январю 2014 года столкновения в Даммаже распространились на мухафазу Амран. Хуситы добились победы в Сааде, после чего правительство Йемена заключило соглашение, по которой салафитские боевики и их семьи были эвакуированы в соседнюю мухафазу Ходейда. Согласно сообщениям, хуситы затем заблокировали полное развёртывание правительственных войск на территории, несмотря на подписанное соглашение.
В течение года боевые действия в мухафазе Амран усилились: столкновения между хуситами и сторонниками исламистской партии Ислах в конечном итоге привели к захвату хуситами всей мухафазы. К июлю конфликт распространился на мухафазу Сана.

#### Захват Саны хуситами
В середине 2014 года хуситы начали протестовать против правительства Хади, требуя уступок, обещая завершить многолетний мятеж, который они вели с 2009 года. Восстание резко обострилось в сентябре, когда боевики-хуситы ворвались в Сану, столицу страны, и фактически захватили город в короткие сроки. Войска генерала Али Мохсена аль-Ахмера сдались хуситам после 5 дней сопротивления.
Али Абдалла Салех, бывший президент, подозревался в пособничестве хуситам и подготовке их к захвату власти. Премьер-министр Мухаммад Басиндва подал в отставку 21 сентября в рамках сделки, призванной положить конец противостоянию.

#### Формирование единого правительства
21 сентября хуситы и правительство договорились сформировать «правительство единства» в течение месяца. Однако хуситы отклонили первоначальный выбор премьер-министра, Ахмада Авада бин Мубарака, и вместо него был назначен министр нефтяной промышленности Халед Бахах. Хуситы и Всеобщий народный конгресс во главе с Салехом 8 ноября внезапно объявили, что не будут участвовать в правительстве единства, заявив, что это неприемлемо для них. Бойкот вызвал санкции против Салеха и руководства хуситов со стороны Совета Безопасности Организации Объединённых Наций и Министерства финансов США.

### Война в Йемене (с 2014)
Йемен был расколот в 2015 году, когда хуситы создали новое правительство в Сане, а Хади со своими сторонниками отступил в Аден, а затем в Саудовскую Аравию. Лига арабских государств, возглавляемая саудитами, начала кампанию бомбардировок и мобилизацию различных вооружённых сил в регионе для возможного вторжения.

#### Захват власти хуситами
Хуситы усилили давление на ослабленное правительство Хади, захватив президентский дворец и стратегические военные объекты в Сане, а также обстреляв частную резиденцию президента 20 января. На следующий день они захватили дом Хади, разместив снаружи вооружённую охрану, чтобы держать его под домашним арестом .
Хади, премьер-министр Халед Бахах и кабинет министров ушли в отставку на следующий день, заявив, что они не могут продолжать работать в условиях, навязанных хуситами. Группа повстанцев приветствовала отставку Хади, но продолжала держать его под домашним арестом. Эта новость побудила четыре южных мухафазы объявить, что они будут игнорировать все приказы властей из Саны .
Палата представителей должна была собраться 25 января, чтобы обсудить, принять или отклонить отставку Хади в соответствии с конституцией Йемена, но заседание было отменено после того, как хуситы взяли под контроль здание парламента. Организация Объединённых Наций вмешалась, чтобы попытаться урегулировать конфликт путём переговоров.
Переговоры в ООН оказались безрезультатными, и ультиматум хуситов политическим фракциям Йемена с целью найти решение не был выполнен. 6 февраля хуситы заявили, что полностью контролируют правительство Йемена, распустив парламент и учредив Революционный комитет во главе с Мухаммедом Али аль-Хуси, который временно возглавил государство. Объявление вызвало протесты в Сане и других городах, особенно на юге.

#### Последствия переворота
Реакция на захват власти хуситами была в целом негативной: Лига арабских государств, Совет сотрудничества арабских государств Персидского залива, ООН и США отказались признать «конституционную декларацию», а несколько провинций отвергли власть хуситов. Поскольку большинство политических партий критикуют переворот, посланник ООН в Йемене Джамал Беномар объявил о возобновлении национальных переговоров о будущем Йемена 8 февраля. Беномар сказал, что хуситы согласились участвовать в переговорах. Генеральный секретарь ООН Пан Ги Мун призвал восстановить Хади на посту президента.
Хуситы и другие фракции достигли предварительного соглашения, о котором было объявлено 20 февраля, о сохранении Палаты представителей, несмотря на «конституционную декларацию» о её роспуске за две недели до этого. В соглашении также оговаривалось, что будет создан «народный совет переходного периода», который будет представлять южан, женщин, молодёжь и другие политические меньшинства. На следующий день Хади отправился в Аден, где сказал, что все действия, проводимые хуситами с 21 сентября 2014 года, нелегитмны, и осудил государственный переворот.

### Начало гражданской войны
19 марта в международном аэропорту Адена вспыхнули бои, когда спецназ, верный экс-президенту Али Абдалле Салеху, попытался захватить аэропорт, прежде чем они были разбиты войсками и ополченцами по приказу администрации Хади. На следующий день в результате инцидента, по-видимому, не имеющего отношения к делу, четыре террориста-смертника взорвались в мечетях Саны, набитых прихожанами-хуситами, в результате чего погибли по меньшей мере 142 человека. Ответственность за это взяла на себя суннитская исламистская группировка «Исламское государство».
21 марта Хади объявил Аден временной столицей столицы, на время как Сана остаётся под контролем хуситов. На следующий день силы хуситов продвинулись к Адену, захватив ключевые районы третьего по размерам йеменского города Таиз. Они укрепили свою власть на большей части юга и к началу апреля захватили большую часть самого Адена.

#### Интервенция Саудовской Аравии
26 марта 2015 года Саудовская Аравия и несколько других стран объявили о начале военной операции в Йемене, направленной против повстанцев-хуситов. Бахрейн, Кувейт, Катар и ОАЭ выступили с заявлением вместе с Саудовской Аравией, в котором говорится, что их цель — «отразить агрессию хуситов». Египет, Иордания, Марокко и Судан также вступили в коалицию.
Помимо авиаударов по целям по всему Йемену, которые Всеобщий народный конгресс обвинил в десятках жертв среди гражданского населения, египетские военные корабли, по сообщениям, обстреляли колонну хуситов, продвигавшуюся к Адену 30 марта, а саудовские и хуситские силы неоднократно открывали артиллерийский и ракетный огонь на границе между Саудовской Аравией и Йеменом.
В результате нападения коалиции, возглавляемой Саудовской Аравией, 8 октября 2016 года в Сане погибло не менее 140 человек и более 600 получили ранения. Это был один из самых страшных эпизодов за всю войну. Саудовская Аравия и её союзники согласились с выводом внутренней проверки Объединённой группой по оценке инцидентов о том, что бомбардировка этой похоронной церемонии коалицией была основана на ложной информации, то есть на том, что это было собрание вооружённых лидеров хуситов.

#### Эпидемия холеры
Во время гражданской войны в Йемене началась серьёзная эпидемия холеры. В июле 2017 года координатор гуманитарной помощи Организации Объединённых Наций сообщил, что было зарегистрировано более 320 000 случаев заболевания. Он также обвинил в эпидемии войну и международные силы, участвующие в ней.. По состоянию на октябрь 2017 года эта вспышка холеры уже была описана как самая серьёзная в истории болезни, во время которой было зарегистрировано более 800 000 случаев.

#### Гуманитарный кризис
Более трети из трёх миллионов беженцев покинули Йемене в период с 2015 по 2020 годы. Примерно 80 % населения Йемена, в котором проживает более 12 миллионов детей, нуждается в гуманитарной помощи Около 7,8 миллионов детей не имеют доступа к образованию, а также к минимальным возможностям водоснабжения и санитарии. Помимо нехватки ресурсов для детей, было также множество сообщений о том, что детей заставляли участвовать в конфликтах .
Детей соблазняют воевать на стороне хуситов в обмен на денежную выгоду или социальный статус, поскольку в Йемене стрельба из оружия в молодом возрасте является нормой. В глазах многих ополченцев дети рассматриваются как ценный актив или преимущество в конфликте.
В апреле 2021 года было заявлено, что страна переживает «самый тяжёлый гуманитарный кризис за последние 100 лет», поскольку она сталкивается с голодом и 80 % населения нуждаются в гуманитарной помощи.